# Dagmálafjall (berg i Island, Suðurland)
Dagmálafjall är ett berg i republiken Island. Det ligger i regionen Suðurland, 120 km sydost om huvudstaden Reykjavík. Toppen på Dagmálafjall är 968 meter över havet, eller 140 meter över den omgivande terrängen. Bredden vid basen är 0,98 km.
Trakten runt Dagmálafjall är nära nog obefolkad, med mindre än två invånare per kvadratkilometer. Trakten runt Dagmálafjall består i huvudsak av gräsmarker.